# Dachstein (lodowiec)

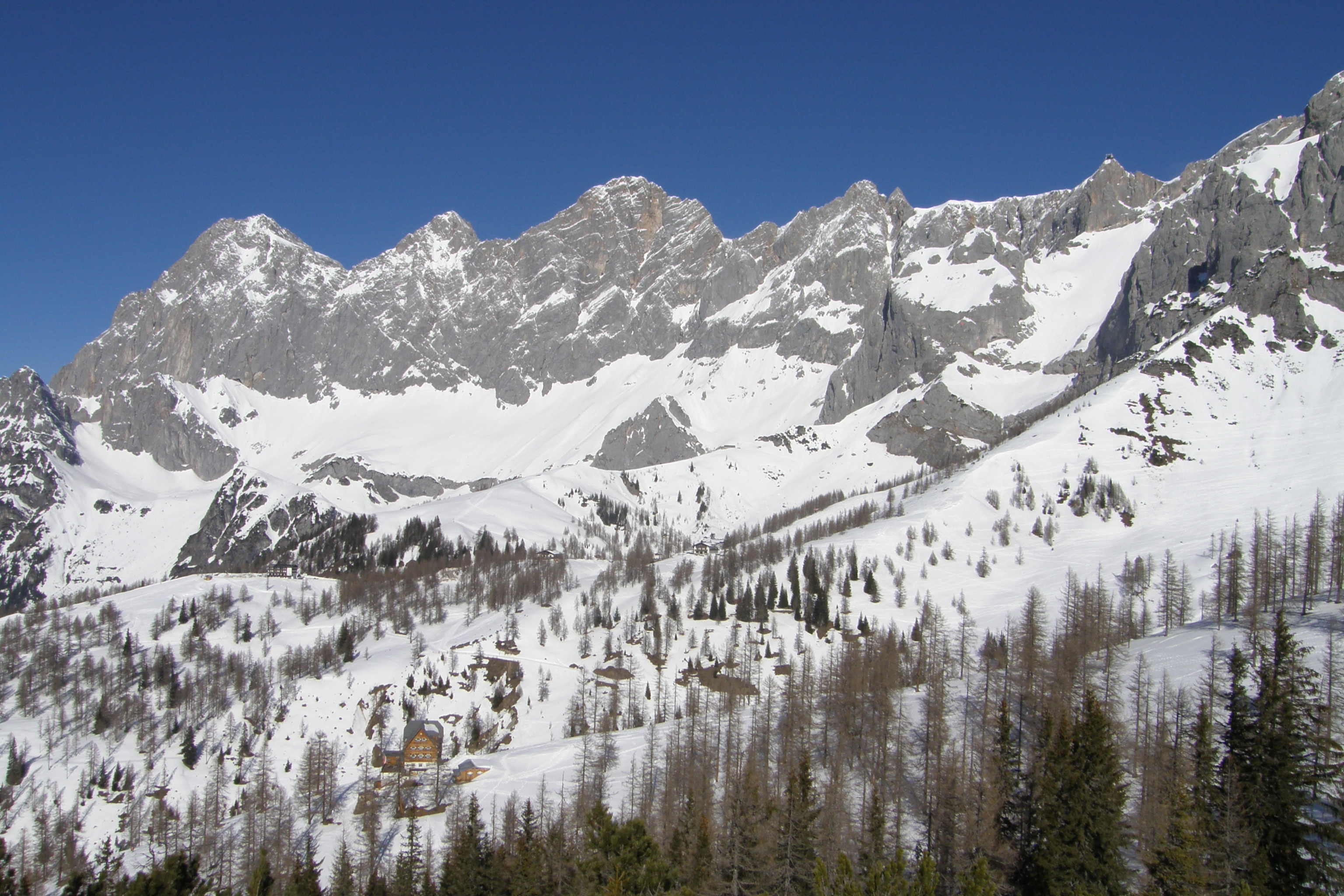
Południowa ściana masywu Dachstein

Lodowiec Dachstein – lodowiec w południowej części masywu Dachstein w Austrii. Jest najdalej na wschód wysuniętym lodowcem Alp, na granicy między krajami związkowymi Górną Austrią i Styrią. Zajmuje powierzchnię ok. 560 ha.
Po raz pierwszy został zdobyty w XIX wieku, jednak jego rozwój jako centrum sportów zimowych nastąpił pod koniec lat 60. XX wieku wraz z budową na południowej ścianie masywu kolejki gondolowej. Na terenie lodowca znajduje się szereg atrakcji dla narciarzy i snowboardzistów. Poza systemem wyciągów i tras zjazdowych do dyspozycji są jeszcze trasy biegowe (jesienią trenuje tutaj wiele reprezentacji narodowych), w tym Narodowa Austriacka Trasa Narciarska biegnąca od górnej stacji kolejki do miejscowości Obertraun po drugiej stronie masywu Dachstein. Dla snowboardzistów przygotowany jest Atomic Superpark.
Lodowiec Dachstein zajmuje powierzchnię około 500 ha i składa się z 8 mniejszych lodowców:
- Lodowiec Hallstätter (Hallstätter Gletscher) (300 ha)
- Lodowiec Großer Gosauer (Großer Gosauer Gletscher) (120 ha)
- Lodowiec Schladminger (Schladminger Gletscher) (95 ha)
- Lodowiec Schneeloch (Schneeloch Gletscher)
- Lodowiec Kleiner Gosau (Kleiner Gosau Gletscher)
- Lodowiec Nördlicher Torstein (Nördlicher Torsteingletscher)
- Lodowiec Smiedstock (Smiedstockgletscher)
- Lodowiec Edelgrieß (Edelgrießgletscher)

Lodowiec znajduje się na liście światowego dziedzictwa UNESCO jako część obszaru „Hallstatt-Dachstein Salzkammergut”.

## Kolej linowa na południowej ścianie (Dachstein Südwandbahn)

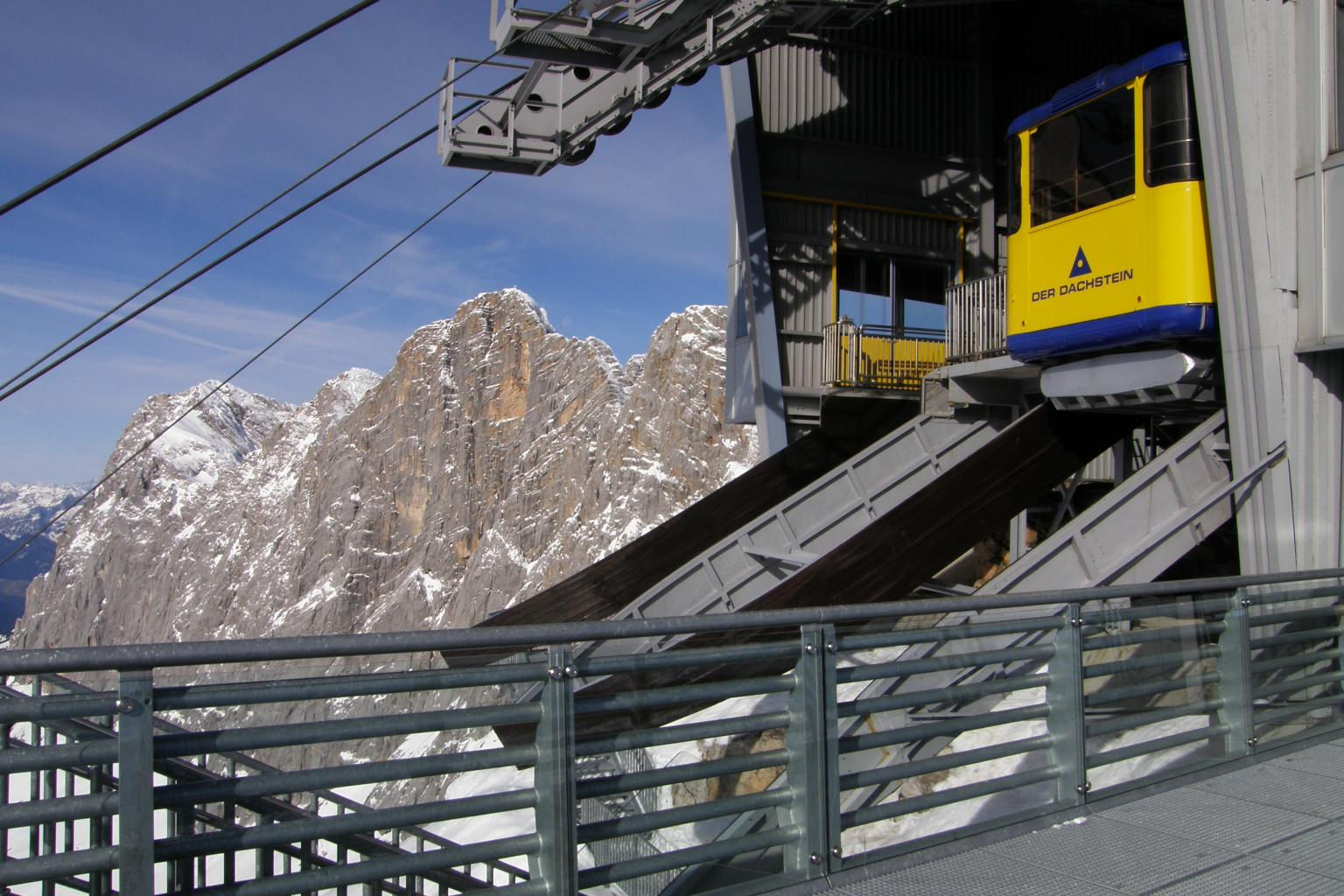
Kolejka i szczyt Dachstein (2995 m n.p.m.)

Pierwsze plany budowy kolejki linowej na szczyt Hunerkogel pojawiły się już w latach 30. XX wieku, jednak powstałe problemy techniczne uniemożliwiały ich realizację. Przełom nastąpił dopiero w latach 60. XX wieku. Miało to związek z budową w latach 1960–1961 drogi Dachsteinstrasse prowadzącej z miejscowości Ramsau am Dachstein do obecnej dolnej stacji kolejki. Po rozważeniu wielu wariantów (według jednego z nich dolna stacja miała się znajdować aż w Schladmingu) w 1966 roku rozpoczęto budowę kolejki. Największe problemy napotkano podczas budowy górnej stacji. Aby mogła ona powstać konieczne było wykonanie w pokrywie lodowej szczytu Hunerkogel betonowych fundamentów 70-metrowej głębokości. Ostatecznie po 30 miesiącach budowy, 21 czerwca 1969 roku w obecności prezydenta Austrii Franza Jonasa nastąpiło oficjalne otwarcie. Początkowo dla narciarzy dostępne były tylko dwa wyciągi. Budowa kolejnych i rozbudowa już istniejących miała miejsce w latach 1974, 1980 oraz 2003. W 1992 r. rozbudowano górną stację, powiększając znajdującą się tam restaurację do 180 miejsc siedzących.
W 2003 roku obiekty na lodowcu przejęła w administrowanie firma Planai Hochwurzen Bahnen GmbH. Jeszcze w tym samym roku do górnej stacji doprowadzono linię elektryczną (kabel o średnicy 70 mm o długości 2600 m i wadze 7,5 kg na metr) co umożliwiło m.in. przejście z ręcznego sterowania kolejką na automatyczne.
Gondole kursujące co 20 minut służą nie tylko do wywożenia turystów, ale pełnią także funkcję transportową. W zbiornikach mocowanych pod wagonikami wywożona jest czysta woda (gondola nr 1), olej (gondola nr 2), a także zwożone są ścieki (drugi zbiornik pod gondolą nr 2).

### Parametry kolejki[3]
- kolejka pokonuje różnicę wysokości 998 m
- długość liny 2.174 m
- w najwyższym punkcie gondola znajduje się 210 m nad ziemią
- czas jazdy to ok. 7 minut przy prędkości 6–10 m/s
- 2 gondole o pojemności po 70 osób + jedna z obsługi

## Punkt widokowy

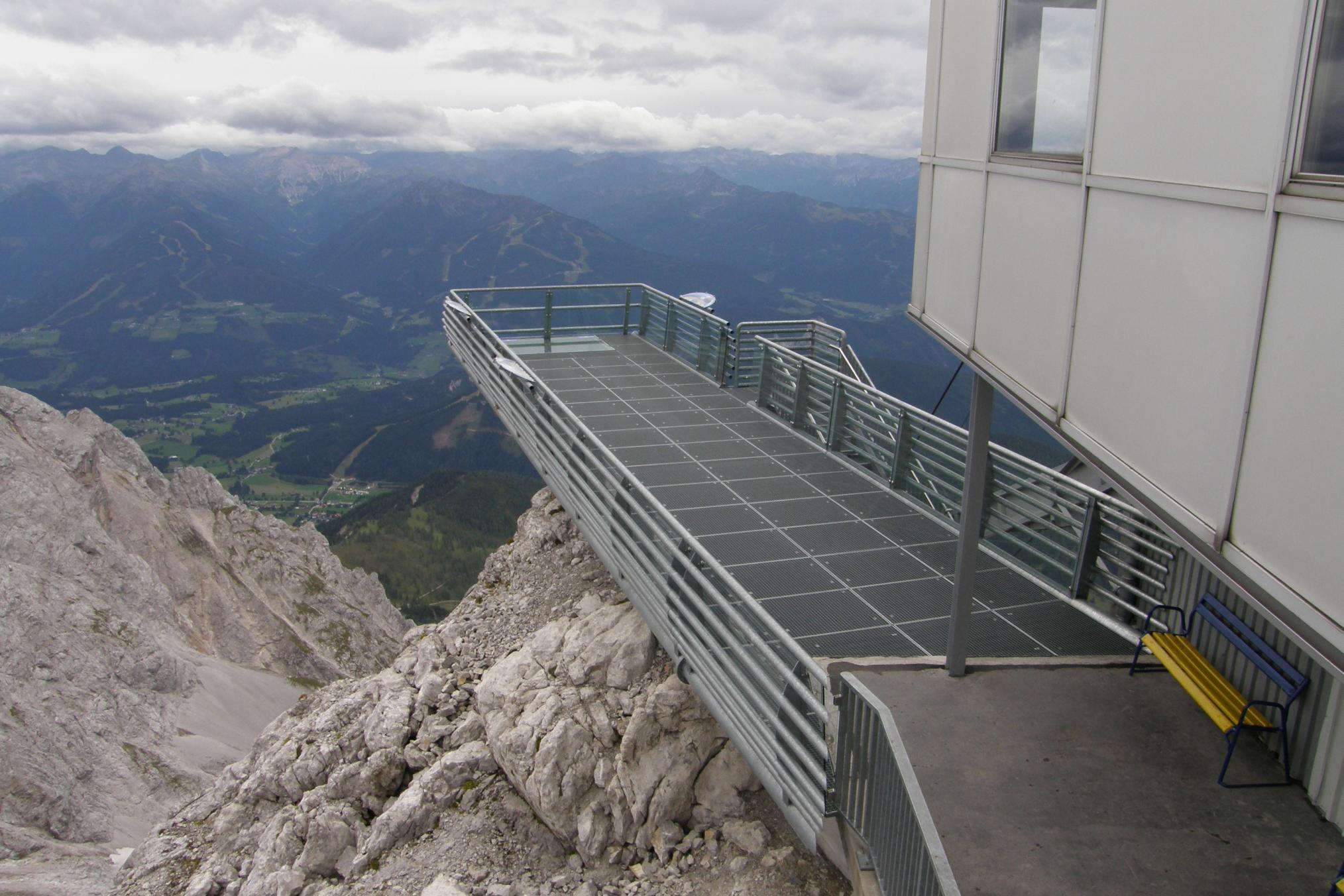
Sky Walk

2 sierpnia 2005 roku oddano do użytku platformę widokową oplatającą górną stację kolejki. Jej najważniejszym punktem jest Sky Walk – częściowo przeszklona konstrukcja wychodząca poza 250 metrową, pionową ścianę góry Hunerkoge.

### Dane techniczne
- konstrukcja stalowa użyta do budowy platformy widokowej waży ok. 40 ton
- jednorazowo Sky Walk może odwiedzać 150 osób
- statycznie konstrukcja wytrzyma nacisk 8 m pokrywy śnieżnej na metr kwadratowy i wiatr o sile 210 km/h
- koszt budowy wyniósł ok. 500 000 euro

## Pałac lodowy

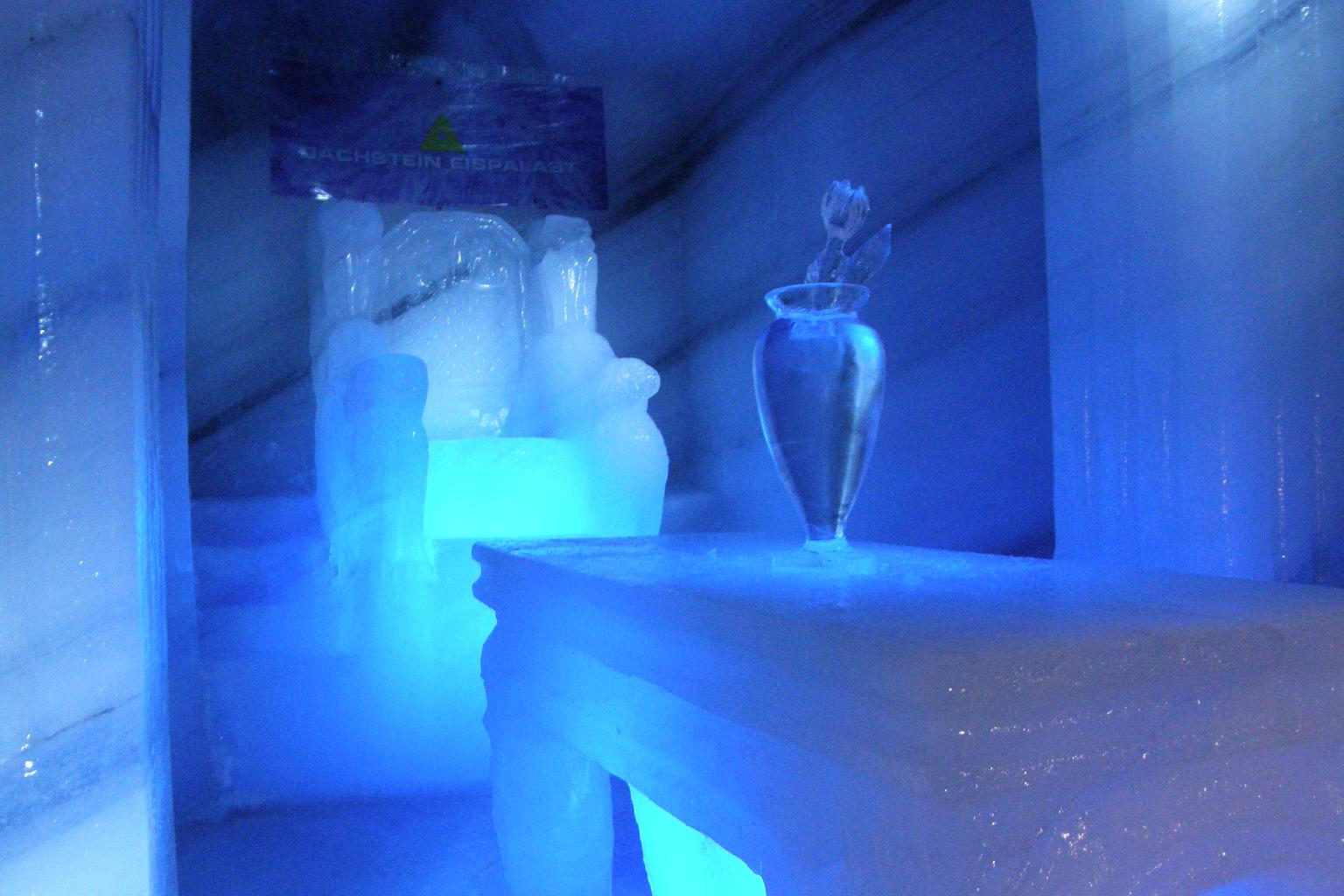
Pałac lodowy – sala tronowa

Jedną z nowości jest położony niecałe 100 metrów od górnej stacji kolejki pałac lodowy Eispalast. Po trwającej ponad rok budowie, 14 lipca 2007 umożliwiono turystom wejście w głąb lodowca. W pałacu obok monumentalnej sali tronowej czy niebieskiego salonu można podziwiać lodowe rzeźby Scrata, Diega lub Sida – bohaterów filmu Epoka lodowcowa.

## Dachstein:Cult
Dachstein:Cult – najwyżej na świecie położona pracownia artystyczna. Spotkania organizowane są od 2005 roku z inicjatywy stowarzyszenia Art:Network i Planai Hochwurzen Bahnen. W jego ramach dwa razy do roku międzynarodowi artyści z różnych dziedzin przez pewien czas mieszkają i tworzą na szczycie Hunerkogel (2700 m n.p.m.). Następnie ich dzieła prezentowane są w galeriach całego świata (w 2008 m.in. w Warszawie).

## Infrastruktura narciarska

### Wyciągi
Mitterstein
- różnica wysokości 256–2264,5 m n.p.m. do 2520,5 m n.p.m.
- krzesełka dwuosobowe
- długość 828,7 m
- 133 krzesełka w odstępie 12,5 m
- czas jazdy – ok. 5 min.
- możliwość wywozu 1440 osób na godzinę

Schladminger I i II
- różnica wysokości od 2500 m n.p.m. do 2680 m n.p.m.
- długość 744 m
- prędkość 3 m/s
- liczba orczyków – 2x80
- możliwość wywozu 2 x po 1000 osób na godzinę

Hunerkogel

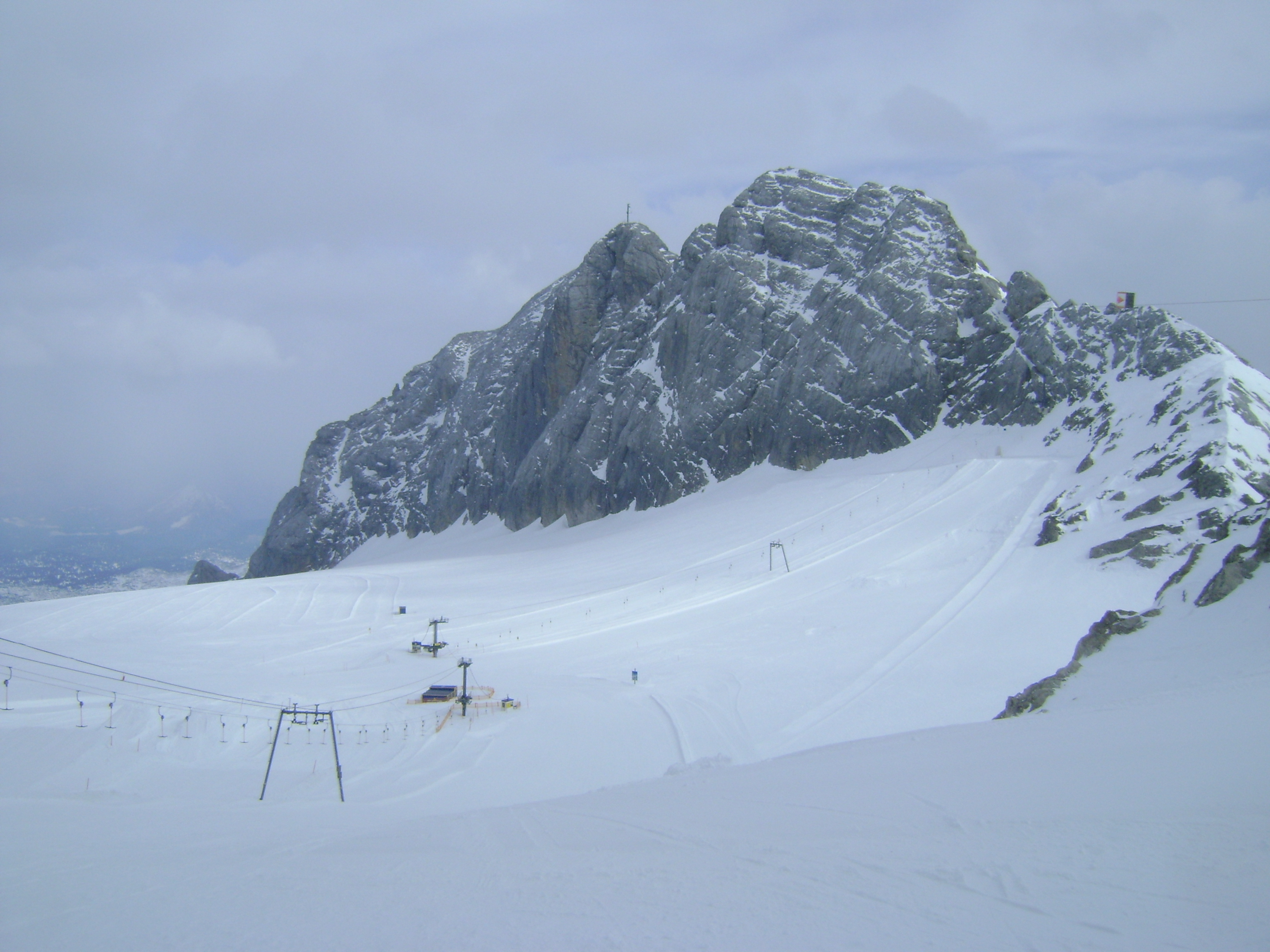
Wyciągi Hunerkogel i Austriascharten

- różnica wysokości od 2620 m n.p.m. do 2680 m n.p.m.
- długość 307 m
- możliwość wywozu 1400 osób na godzinę

Austriascharten
- różnica wysokości 50 m
- długość 228 m
- możliwość wywozu 720 osób na godzinę

## Inne atrakcje
- lodowiec Dachstein to punkt startowy dla paralotniarzy
- 14 szlaków wspinaczkowych
- 18 kilometrów tras do uprawiania narciarstwa biegowego
- śniadania przy wschodzie słońca – od czerwca do września w restauracji „Panorama”
- zachody słońca z muzyką na żywo i regionalnymi specjalnościami kulinarnymi – od września do października restauracji „Panorama”
- w sezonie zimowym możliwe jest zwiedzanie lodowca w czasie pełni księżyca

## Kalendarium
- 1969 – Budowa wyciągów Schladmingerlift I i Hunerkogellift
- 1974 – Budowa wyciągu Schladmingerlift II
- 1980 – Budowa wyciągu krzesełkowego Mitterstein
- 1983 – Budowa przejścia (Rosmariestollen) w górze Koppenkarstein, łączącego lodowiec Dachstein z lodowcem Edelgrieß
- 1992 – Rozbudowa górnej stacji na szczycie Hunerkogel
- Marzec 2003 – Przejęcie zespołu obiektów Dachstein z rąk Dachstein Tourismus AG przez Planai Hochwurzen Bahnen GmbH
- 2003 – Budowa linii elektrycznej do górnej stacji Hunerkogel (wcześniej agregaty olejowe)
- 2003 – Budowa wyciągu Austriaschartenlift
- 2003 – Przebudowa wyciągu Hunerkogellift
- 2004 – Przebudowa kolejki towarowej biegnącej równolegle do głównej kolejki
- 2004 – Przebudowa głównej kolejki i przejście na prowadzenie automatyczne
- 2004 – Zelektryfikowanie wyciągów Schladmingerlift I i II oraz wyciągu krzesełkowego Mitterstein
- 2004 – Wytyczenie szlaku wspinaczkowego Irg
- 2005 – Budowa i otwarcie platformy widokowej Sky Walk
- 2006 – Wytyczenie szlaku wspinaczkowego Sky Walk Klettersteig
- 14 lipca 2007 – Otwarcie pałacu lodowego Dachstein Eispalast

## Ciekawostki
- najniższa zanotowana temperatura: –30 °C (6 lutego 1991 r.)
- najwyższa zanotowana temperatura: +20 °C (18 lipca 2007 r.)
- największa zanotowana prędkość wiatru: 200 km/h (16 listopada 2002 r.)
- największa zanotowana pokrywa śnieżna: 10,20 m (kwiecień 1979 r.)